# Venugopalan Ittekkot
Venugopalan A. W. Ittekkot (* 10. Mai 1945 in Ernakulam, heute Teil von Kochi (Indien)) ist ein deutscher Biogeochemiker indischer Abstammung. Er war 10 Jahre lang Direktor des Leibniz-Zentrums für Marine Tropenökologie (ZMT) in Bremen.
Ittekkot untersuchte vor allem die biochemischen Zusammenhänge im Meer unter dem Einfluss terrestrischer Stoffe (Einleitungen von Abwässern usw.). Er war Professor und von 2000 bis 2010 Direktor des Leibniz-Zentrum für Marine Tropenökologie (ZMT) in Bremen. Er arbeitete als Berater für nationale und internationale Institutionen wie der Intergovernmental Oceanographic Commission (IOC) (zwischenstaatliche Organisation als Teil der UNESCO), der SCOR und anderen. Eines seiner wichtigsten Anliegen war das Capacity Building in den Ländern des Globalen Südens mittels Forschungskooperationen.
Unter seiner Leitung gelang dem Zentrum in 2009 die Aufnahme in die Leibniz-Gemeinschaft, eine der vier großen Wissenschaftsorganisationen Deutschlands.